# Hoek (toponiem)
Hoek komt als toponiem voor in de betekenis van landpunt. Ook oude benamingen voor hoek zoals 'hoorn', 'horn' of 'horne' hebben deze betekenis. Vooral samenstellingen hiervan komen herhaaldelijk voor als plaatsnaam. In het Friese taalgebied komen bovendien de benamingen 'harne', 'herne' en 'hoarne' voor.
Bekende plaatsnamen:
- Haskerhorne
- Hoek van Holland
- Hoorn
- Hornhuizen
- Terhorne (Fries: Terherne)
- Zwarte Haan (oorspronkelijk "Swarte hoarne")

overige topniemen:
- Stoenckherne (Stinkhoek) bij Hindeloopen